# Santa Cruz do Piauí
Santa Cruz do Piauí este un oraș în Piauí (PI), Brazilia. 